# Jan Siwicki
Jan Siwicki (ur. 1923 w Jacznie, zm. 1995) – polski fotograf.

## Życiorys
Pochodził z Jaczna. Miał dwóch braci. Kształcił się w Grodnie, gdzie terminował u miejskiego fotografa, ucząc się także wykonywać monidła. Jako fotograf zaczął działać w rodzinnym Jacznie jeszcze przed wybuchem II wojny światowej, prowadząc zakład fotograficzny w swoim domu. Działalność kontynuował w czasie okupacji niemieckiej. Wykonywał zdjęcia portretowe, fotografie okolicznościowe, a także dokumentował wesela i pogrzeby. Działalność fotograficzną prowadził do 1972 lub 1973 roku. Zmarł w 1995 w wyniku potrącenia przez samochód i został pochowany na cmentarzu prawosławnym w Jacznie. 
Około dwustu jego zachowanych fotografii zostało zdigitalizowanych i opracowanych przez Stowarzyszenie Edukacji Kulturalnej WIDOK w ramach projektu „Wiejscy Fotografowie z Podlasia – opracowanie i digitalizacja prywatnych zbiorów”. Dyrektor Białostockiego Muzeum Wsi dr Artur Gaweł ocenia, iż szczególną wartość mają fotografie pogrzebowe autorstwa Siwickiego.